# Miles M.52
Il Miles M.52 fu un progetto di aeroplano sperimentale che vide la luce nel Regno Unito a metà degli anni quaranta.
La progettazione da parte della Miles Aircraft di un velivolo con propulsione a turbogetto in grado di raggiungere velocità supersoniche avvenne in segreto tra il 1942 e il 1945. Nel 1946 il ministero britannico dell'aria (Air Ministry) prese la controversa decisione di limitare il programma sperimentale alla realizzazione di una serie di modelli in scala senza pilota con propulsione a razzo i quali, lanciati da un bombardiere de Havilland Mosquito modificato, riuscirono nel corso dei test a raggiungere in volo orizzontale e controllato velocità fino a Mach 1,38. Nonostante questo avesse dimostrato la validità aerodinamica del progetto dell'M.52, nessun velivolo a scala naturale venne completato: il ministero cancellò il programma per avanzare una nuova richiesta, da cui sarebbe poi scaturito il caccia English Electric Lightning.

## Storia del progetto
L'azienda aeronautica britannica Miles Aircraft, fondata a metà degli anni venti, si era affermata nel corso degli anni trenta con una serie di aerei leggeri innovativi ed economici, tra cui gli addestratori Miles Magister e Miles Master furono quelli di maggiore successo: vennero impiegati in gran numero dalla Royal Air Force (RAF) per addestrare i suoi piloti di caccia. Benché i prodotti della Miles non fossero caratterizzati da soluzioni altamente tecnologiche, e benché la ditta non si fosse mai cimentata nella costruzione di un aviogetto, essa era in buoni rapporti con l'Air Ministry e con il Royal Aircraft Establishment (RAE); aveva inoltre già avanzato, in risposta a specifiche emesse dai militari, diverse proposte di aerei tecnologicamente molto avanzati, e aveva dato prova di una notevole inclinazione verso progetti assai innovativi.
Al fine di risolvere una disputa che si era generata per la cattiva gestione di un contratto da parte del Ministry of Aircraft Production, nel 1942 la Miles ricevette la proposta di sviluppare un progetto top-secret per rispondere alla specifica E.24/43 dell'Air Ministry per un aeroplano sperimentale con propulsione a getto in grado di raggiungere velocità supersoniche. Il contratto aveva come oggetto un aereo capace di volare a oltre 1 000 mph (1 600 km/h) in volo orizzontale, una velocità superiore al doppio del record dell'epoca, e di raggiungere quote di 36 000 ft (11 000 m) in 1 min 30 s.

## Tecnica
Molti jet della prima generazione avevano muso arrotondato, ali spesse e equilibratori incernierati allo stabilizzatore; queste soluzioni progettuali concorrevano a rendere il numero di Mach critico di questi aerei nettamente inferiore alla velocità del suono. Essi erano dunque meno adatti a compiere ricerche nell'ambito del regime transonico di quanto non lo fossero i più veloci aerei a elica dell'epoca, tra cui si contava ad esempio il Supermarine Spitfire; il RAE impiegò alcuni Spitfire, nel corso del 1943, per eseguire alcuni esperimenti che suggerirono che la resistenza aerodinamica fosse il principale fattore su cui concentrarsi nello sviluppo di aerei ad alta velocità.
Un gran numero di caratteristiche innovative vennero incorporate nel progetto del Miles M.52. Senza quasi nessuna conoscenza dell'aerodinamica delle velocità supersoniche, la Miles si era basata sui dati e sulle tecniche già in uso per stabilizzare i proiettili. In particolare, il progetto era caratterizzato da un muso conico e da ali con bordo d'attacco affilato, dal momento che si sapeva che i proiettili con l'estremità anteriore arrotondata sono sostanzialmente instabili a velocità supersoniche. Il progetto includeva ali molto sottili con profilo biconvesso, proposte da Jakob Ackeret per ridurre la resistenza causata dalla formazione di onde d'urto. Le estremità alari erano tronche, al fine di tenerle fuori dall'onda d'urto conica generata dal muso dell'aereo. La fusoliera cilindrica, costruita come il resto della struttura in acciaio rivestito in lega, aveva una sezione della minima larghezza possibile compatibilmente con la necessità di contenere un motore a turbogetto a compressore centrifugo. Il combustibile era contenuto in serbatoi collocati nella parte superiore della fusoliera.
Il muso conico, parzialmente vetrato, all'interno del quale era ricavato l'abitacolo in cui alloggiava il pilota, svolgeva anche la funzione di rallentare l'aria che affluiva alla presa d'aria anulare del motore. Il pilota aveva a disposizione un sistema di sicurezza che, in caso di emergenza, consentiva di distaccare l'intera sezione anteriore della fusoliera (il muso conico, che costituiva quindi di fatto una capsula eiettabile) grazie all'azione di alcuni bulloni esplosivi; la pressione dell'aria avrebbe poi allontanato la capsula dal resto dell'aereo, mentre l'apertura di un paracadute avrebbe rallentato la sua discesa; il pilota avrebbe poi potuto abbandonare la capsula con il suo paracadute individuale a una quota inferiore.
Un'ulteriore notevole innovazione fu l'introduzione di un piano orizzontale interamente mobile (o stabilatore) azionato da un servocomando in sostituzione del tradizionale equilibratore incernierato a uno stabilizzatore e azionato meccanicamente dal pilota attraverso la cloche; questa superficie di controllo garantiva un efficace controllo del beccheggio anche a velocità transoniche, quando (come era già stato constatato, a volte con effetti letali, nelle picchiate ad alta velocità di alcuni aerei militari) lo spostamento all'indietro del centro di pressione e la formazione di onde d'urto in prossimità della cerniera dei piani orizzontali tradizionali li rendeva praticamente inutili.
Era previsto che su una versione iniziale dell'aereo venisse installato in configurazione semplice l'ultimo motore di Frank Whittle, il Power Jets W.2/700, che avrebbe dovuto garantire all'aereo la possibilità di raggiungere il regime transonico (toccando forse velocità supersoniche in leggera picchiata). Nel contempo si progettava di sviluppare una versione propriamente supersonica dell'aereo dotandolo di un postbruciatore (chiamato reheat jetpipe): per evitare che le pale della turbina si surriscaldassero, l'ossigeno rimasto inutilizzato nella prima combustione avrebbe dovuto essere mescolato nell'ugello di scarico con altro combustibile, e nuovamente bruciato; per fornire più aria al postbruciatore di quanta poteva affluire attraverso il piccolo motore, una ventola detta augmentor (azionata dal motore stesso) avrebbe dovuto essere installata alle spalle della turbina.
Il progetto dell'M.52 subì diverse modifiche nel corso della fase di sviluppo dell'aereo. Il comitato di supervisione temeva che l'ala biconvessa non avrebbe consentito al velivolo di raggiungere quote sufficienti per poi potersi lanciare in picchiata; l'ala poteva comunque, all'occorrenza, essere ispessita o allungata con l'aggiunta di estensioni alle estremità. Man mano che lo sviluppo avanzava un graduale aumento del peso totale generò preoccupazioni a proposito del fatto che la potenza del motore avrebbe potuto non bastare per il decollo; fu considerata la possibilità di dotare l'aereo di un sistema di decollo assistito da razzi (Rocket-Assisted Take Off, RATO), così come si valutò la possibilità di installare serbatoi di combustibile ausiliari o di sviluppare un sistema per lanciare l'aereo in volo dopo averlo portato in quota a bordo di un bombardiere.
Il valore calcolato per la velocità di atterraggio, di circa 260 km/h (da 160 a 170 mph), era molto alto per l'epoca; anch'esso, abbinato alla ridotta carreggiata del carrello d'atterraggio triciclo anteriore, era causa di preoccupazioni per i progettisti, ma dovette essere accettato.

## Impiego sperimentale

### Test preliminari
Nel maggio 1943 la Miles ricevette un aereo leggero Miles M.3B Falcon Six che il RAE aveva impiegato in precedenza per svolgere alcuni test con diversi tipi di ali. Sul velivolo venne installata un'ala in legno dalla forma e dalle dimensioni identiche a quelle del progetto dell'M.52, oltre a strumenti per la raccolta di dati sperimentali e un diverso carrello. L'aereo, soprannominato "Gillette Falcon" a causa del profilo sottile e del bordo affilato della sua ala, volò per la prima volta l'11 agosto 1944: avendo subito una riduzione della superficie alare del 12% rispetto a un Falcon Six standard, l'aereo aveva avuto la sua velocità d'atterraggio aumentata di oltre il 50% (da 40 a 61 mph).
Per mettere alla prova il sistema di controllo del volo ad alta velocità, uno stabilatore venne installato su uno Spitfire, il modello di aereo più veloce disponibile, il quale venne provato con pieno successo dal pilota collaudatore del RAE Eric Brown tra l'ottobre e il novembre 1944. Brown raggiunse, in picchiata, una velocità massima di Mach 0,86. Lo stabilatore venne installato anche sul "Gillette Falcon" per le prove a bassa velocità che si tennero nell'aprile 1945.

### Prototipi e contatti con gli USA
Nel 1944 la fase di progettazione era considerata quasi conclusa, e la Miles ricevette l'ordine di proseguire con la costruzione di tre prototipi dell'M.52. Più tardi, nel corso dello stesso anno, l'Air Ministry firmò un accordo con gli Stati Uniti d'America per lo scambio reciproco di dati e conoscenze sul volo ad alta velocità. L'azienda statunitense Bell Aircraft ebbe accesso ai disegni e alle ricerche legati al progetto dell'M.52, ma poi gli USA si tirarono indietro e i britannici non ricevettero in cambio alcuna informazione.
All'insaputa della Miles la Bell aveva già cominciato a progettare un aereo con propulsione a razzo (si trattava di quello che poi sarebbe divenuto noto come Bell X-1) che venne inizialmente dotato di un piano orizzontale di coda convenzionale; esso manifestò dei problemi di controllabilità ad alta velocità che vennero risolti quando venne installato uno stabilatore, soluzione in favore della quale si erano espressi la Miles e il RAE. In seguito l'impiego di questo tipo di impennaggio si generalizzò sugli aerei supersonici.

### Cancellazione del programma
Nel febbraio 1946 il nuovo governo laburista operò tagli significativi al budget. Il Director of Scientific Research Ben Lockspeiser decise dunque di cancellare il programma relativo allo sviluppo del Miles M.52. Altri dubbi, relativi per esempio alla sicurezza del pilota e all'opportunità (suggerita dalle ricerche tedesche del periodo bellico, ormai disponibili agli Alleati) di dotare gli aerei veloci di ali a freccia, contribuirono a spingere nella direzione di questa cancellazione. Man mano che, per altre vie, venivano accumulate conoscenze sul regime transonico, si era cominciato a dubitare del fatto stesso che l'M.52 sarebbe stato in grado di raggiungere la velocità di Mach 1.
Al momento della cancellazione del progetto il primo dei tre prototipi previsti era completo all'82%, ed era previsto che le prove di volo iniziassero nel giro di pochi mesi. Il programma dei test, che prevedeva fasi progressive di prova e di sviluppo da parte del RAE, inizialmente senza il postbruciatore, aveva l'obiettivo di raggiungere Mach 1,07 prima della fine del 1946.
A causa di difficoltà finanziarie la Miles venne messa in amministrazione controllata nel 1947 e, in seguito, l'azienda venne ristrutturata. I suoi progetti, incluso quello per l'M.52, vennero acquistati dalla Handley Page. La cancellazione del progetto M.52 rallentò considerevolmente il progresso britannico nel campo del volo supersonico.

### Esperimenti con modelli in scala
Poiché il completamento del primo M.52 avrebbe richiesto investimenti per diverse altre migliaia di sterline, il governo britannico ripiegò su un programma che verteva su missili con propulsione a razzo, senza pilota e praticamente monouso. Il progetto venne affidato all'ingegnere Barnes Wallis della Vickers-Armstrong Limited e lo sviluppo del motore si svolse presso il RAE (che già dal 1945 aveva avviato un programma di ricerca basato su modelli a razzo da lanciare in volo). Il risultato furono tre modelli, in scala 3⁄10,  dell'M.52, spinti da altrettanti endoreattori a propellente liquido e dotati di autopilota.
Il primo di questi modelli andò perduto quando, nel corso di un volo di prova in cui non era previsto che il piccolo razzo venisse lanciato, l'aereo madre (un de Havilland Mosquito) andò fuori controllo a causa del passaggio in una zona d'aria turbolenta: il modello appeso sotto il ventre del bombardiere si distaccò, precipitando nelle acque del canale di Bristol. Il primo vero lancio in volo ad alta quota avvenne l'8 ottobre 1947 sulla verticale delle isole Scilly, ma il razzo perse l'assetto poco dopo essere stato sganciato ed esplose quasi subito. Pochi giorni più tardi, il Bell X-1 divenne il primo aereo a infrangere la barriera del suono in volo orizzontale. Si sollevarono allora diverse voci polemiche contro la scelta del partito Laburista di cancellare il progetto dell'M.52; il Daily Express insisté affinché il programma venisse ripristinato, ma senza effetto. Il 10 ottobre 1948 (secondo altre fonti, il 9 ottobre) venne lanciato un secondo razzo, il quale raggiunse in volo stabile e orizzontale la velocità di Mach 1,38. Anziché scendere verso il mare come previsto, il modello proseguì in volo quasi orizzontale anche dopo che, nel giro di circa un minuto dall'accensione, il motore si fu spento; venne perso di vista dai radar mentre si dirigeva verso l'oceano Atlantico. In seguito a questo successo, comunque, si giudicò che il metodo sperimentale basato su modelli in scala fosse troppo difficile da mettere in pratica e che i suoi risultati non giustificassero gli sforzi profusi; gli ulteriori lavori relativi a questo progetto vennero dunque cancellati e venne subito emanato il Ministry of Supply Experimental Requirement ER.103.
Molte importanti innovazioni progettuali introdotte dall'M.52 non ricomparvero su aerei britannici fino alla seconda metà degli anni cinquanta, quando vennero sviluppati i primi velivoli propriamente supersonici come il Fairey Delta 2 e quell'English Electric P.1 da cui sarebbe stato ricavato il famoso English Electric Lightning. Entrambi questi aerei, influenzati nella loro progettazione dall'esperienza accumulata con il programma M.52 e i relativi modelli dinamici, oltre che dai dati resisi disponibili sulle sperimentazioni tedesche, vennero inizialmente concepiti per rispondere alla specifica ER.103 del 1947.

### Libri
- (EN)   Peter Amos, Miles Aircraft – The Early Years: The Story of F G Miles and his Aeroplanes, 1925-1939, Tonbridge, Air-Britain (Historians) Ltd, 2009, ISBN 978-0-85130-410-6.
- (EN)   Don Lambert Brown, Miles Aircraft Since 1925, Londra, Putnam & Company Ltd., 1970, ISBN 0-370-00127-3.
- (EN) Eric Brown, Miles M.52: The Supersonic Dream, in Air Enthusiast Thirteen, agosto-novembre 1980, ISSN 01443-5450.
- (EN)   Eric Brown, Wings on my Sleeve, Londra, Weidenfeld & Nicolson, 2006, ISBN 978-0-297-84565-2.
- (EN)   Eric Brown, The Miles M.52: Gateway to Supersonic Flight, The History Press, 2012, ISBN 0-7524-7014-0.
- (EN)   Patrick McDonnell, Beaten to the Barrier, in Aeroplane Monthly, vol. 26, n. 1, gennaio 1998.
- (EN)   Dominick A. Pisano, R. Robert van der Linden, Frank H. Winter, Chuck Yeager and the Bell X-1: Breaking the Sound Barrier, Washington, D.C., Smithsonian National Air and Space Museum (con Abrams, New York), 2006, ISBN 0-8109-5535-0.
- (EN)   Julian C. Temple, Wings Over Woodley - The Story of Miles Aircraft and the Adwest Group, Bourne End, Bucks, UK, Aston Publications, 1987, ISBN 0-946627-12-6.
- (EN)   Derek Wood, Project Cancelled, Indianapolis, The Bobbs-Merrill Company Inc., 1975, ISBN 0-672-52166-0.
- (EN)   Chuck Yeager et al., The Quest for Mach One: A First-Person Account of Breaking the Sound Barrier, New York, Penguin Studio, 1997, ISBN 0-670-87460-4.

### Periodici
- (EN) The 1,000-M.P.H. M.52, in Flight, 12 settembre 1946,  p. 265. URL consultato il 17 gennaio 2013.
- (EN) Miles on Supersonic Flight, in Flight, 3 ottobre 1946,  p. 355. URL consultato il 17 gennaio 2013.
- (EN) H.F. King, Supersonic Approach, in Flight, 3 aprile 1947,  p. 293. URL consultato il 17 gennaio 2013.
- (EN) The Staff of the Supersonics Division, Flight Section, Royal Aircraft Establishment, Flight Trials of a Rocket-propelled Transonic Research Model: The R.A.E.-Vickers Rocket Model (PDF), in Aeronautical Research Council Reports and Memoranda, Londra, Her Majesty's Stationery Office, 1954. URL consultato il 17 gennaio 2013 (archiviato dall'url originale il 27 febbraio 2012).